# Herrania tomentella
Herrania tomentella là một loài thực vật có hoa trong họ Cẩm quỳ. Loài này được R.E. Schult. mô tả khoa học đầu tiên năm 1954.